# Капраграса II (Кјети)
Капраграса II (итал. Capragrassa II) је насеље у Италији у округу Кјети, региону Абруцо.
Према процени из 2011. у насељу је живело 37 становника. Насеље се налази на надморској висини од 186 м.